# 毛盘山梅花
毛盘山梅花（学名：Philadelphus schrenkii var. mandshuricus）为虎耳草科山梅花属下的一个变种。

## 扩展阅读
- 維基物種上的相關：毛盘山梅花